# 화랑도 (1962년 영화)
"화랑도"는 1962년 공개된 대한민국의 영화이다.

## 배역
- 신영균 : 어진랑 역
- 문정숙 : 반달공주 역
- 주선태
- 김정옥
- 황정순 : 어머니 역
- 양훈